# Janet Leigh

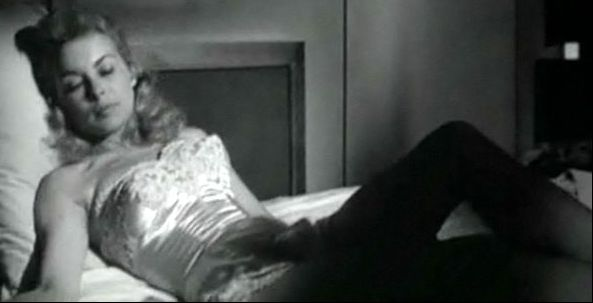
Janet Leigh in Touch of Evil (1958).

Janet Leigh (Merced (Californië), 6 juli 1927 – Beverly Hills, 3 oktober 2004), geboren als Jeanette Helen Morrison, was een  Amerikaanse actrice. Samen met Anthony Perkins speelde ze in een van de beroemdste filmscènes aller tijden: de douche-scène in Psycho.

## Jeugd
Janet Leigh groeide op als enig kind van het echtpaar Helen en Frederick Morrison, in Merced, Californië. Na haar middelbareschooljaren ging ze muziek en psychologie studeren aan het College of the Pacific in Stockton. In de winter van 1945 verbleef ze met haar ouders in het skigebied Sugar Bowl. Daar trok ze de aandacht van actrice Norma Shearer, de ex van MGM-topman Irving Thalberg. Shearer bracht Leigh onder de aandacht van talentscout Lew Wasserman die haar een contract aanbod met MGM. Leigh verliet het College of the Pacific om acteerlessen te volgen bij Lillian Burns.

## Het begin (1947-1950)
Het filmdebuut van Leigh was in 1947 in de film The Romance of Rosy Ridge, een groot opgezette romantische film waarin ze tegenover de ervaren Hollywoodacteur Van Johnson stond. Leigh heette nog altijd Jeanette Morrison, maar de studio veranderde haar naam in Jeanette Reames, vervolgens in Janet Leigh en uiteindelijk toch weer in Jeanette Morrison, bang dat er verwarring zou ontstaan met actrice Vivien Leigh. Op advies van Van Johnson werd het uiteindelijk toch weer Janet Leigh. De actrice nam die toneelnaam uiteindelijk aan. Intussen was ze ook weer gaan studeren, ditmaal een avondstudie aan de University of Southern California. The Romance of Rosy Ridge was een kassucces en de actrice werd nog in hetzelfde jaar gecast voor de film If Winter Comes met Walter Pidgeon en Deborah Kerr, terwijl ze in augustus 1947 nog een keer tegenover Van Johnson stond in The Life of Monty Stratton. Deze film zou echter nooit worden uitgebracht. Pas in 1948 kreeg Leigh de hoofdrol in een film, dat was Hills of Home een van de vele films rond de Schotse collie Lassie. In de jaren daarop speelde Leigh in diverse kassuccessen zoals Little Women uit 1949 en Holiday Affair tegenover Robert Mitchum.

## De succesjaren (1950-1960)
In de jaren vijftig speelde Leigh in diverse films in verschillende genres, zoals de sportfilm The Outfield (1951), de western The Naked Spur (1953), de komedies Living It Up (1954) en Three on a Couch (1955) en de musical My Sister Eileen (1955). In 1951 was ze getrouwd met acteur Tony Curtis met wie samen speelde in Houdini (1953), The Black Shield of Falworth (1954), The Vikings (1958), The Perfect Furlough (1958), en Who Was That Lady? (1960). Tegen 1956 achtte de studio Leigh rijp voor meer complexe rollen, zoals de rol van Linda Latham in de film Safari of Susan Vargas in Touch of Evil waar ze onder regie van Orson Welles speelde tegenover Charlton Heston.

## Minder rollen (1960-1967)
In 1960 speelde Leigh de rol van Marion Crane in de thriller Psycho van Alfred Hitchcock. Het zou haar beroemdste rol worden: tegen alle theater- en filmprincipes in om de belangrijkste ster vlug af te voeren, hield Hitchcock er in dit geval toch aan vast — de moord onder de douche op Leigh’s personage Marion Crane verraste zozeer dat de actrice er een Oscar-nominatie en een Golden Globe voor kreeg. In het begin van de jaren zestig speelde ze nog in belangrijke films als The Manchurian Candidate (1962) tegenover Frank Sinatra, en Bye Bye Birdie (1963), een verfilming van de beroemde Broadwayhit. Inmiddels was Leigh moeder geworden van twee dochters, Kelly (1956) en Jamie-Lee (1958) en was in 1962 gescheiden van Tony Curtis. Ze hertrouwde nog in hetzelfde jaar met beurshandelaar Robert Brandt, bij wie ze volgende 42 jaar zou blijven. Om meer tijd bij haar familie door te brengen, begon Leigh haar carrière op een laag pitje te zetten. Ze weigerde een aantal rollen, zoals die van Simone Clouseau in The Pink Panther omdat ze niet meer zoveel wilde reizen en op locatie te filmen.

## De televisiejaren (1967-1990)
Leigh bleef wel werken als actrice, maar speelde voornamelijk rollen in televisieproducties, zoals Bob Hope Presents the Chrysler Theatre, The Red Skelton Show, en Tales of the Unexpected. Opvallend was haar optreden in de lange tv-film The House on Greenapple Road (1970) en haar rol als vergeten filmactrice in Forgotten Lady, een episode uit de serie Columbo. In de aflevering zijn scènes te zien uit een oude film van Leigh Walking My Baby Back Home uit 1953. Verder speelde Leigh gastrollen in series als The Man from U.N.C.L.E., The Virginian, Murder, She Wrote, Fantasy Island en The Love Boat. Ze speelde ook nog in films, samen met haar dochter Jamie Lee Curtis was ze bijvoorbeeld te zien in de horrorfilm The Fog uit 1980.

## Schrijfster
Als auteur schreef Leigh behalve een autobiografie There Really Was a Hollywood (1984), en een non-fictie Psycho: Behind the Scenes of the Classic Thriller, ook twee romans House of Destiny (1996) en The Dream Factory (2002).   

## Huwelijken
Leigh trouwde vier keer. Haar eerste huwelijk met John Kenneth Carlisle (1942 - 1942) duurde een paar maanden en haar huwelijk met Stanley Reames (1946-1948) twee jaar. Met Tony Curtis was ze getrouwd tussen 1951-1962. Curtis bekende later dat het huwelijk al een jaar lang misging, met name door zijn ontrouw. Jamie Lee Curtis is een van de twee kinderen die voortkwamen uit Leighs huwelijk met Tony Curtis (1951-1962). De ander is Kelly Curtis, die van 1983 tot en met 1999 eveneens als actrice werkte. Van 1962 tot haar dood in 2004 was Leigh getrouwd met Robert Brandt. 

## Dood
Leigh overleed op 3 oktober 2004 aan vasculitis, thuis in Beverly Hills in het bijzijn van haar familie.

## Filmografie
Leigh speelde in meer dan 60 films, waaronder:
- 1948 - Act of Violence
- 1948 - Hills of Home
- 1949 - Holiday Affair
- 1949 - Little Women
- 1950 - That Forsyte Woman
- 1951 - Angels in the Outfield
- 1952 - Scaramouche
- 1952 - Just This Once
- 1953 - Confidentially Connie
- 1953 - The Naked Spur
- 1953 - Houdini
- 1953 - Walking My Baby Back Home
- 1954 - Prince Valiant
- 1954 - The Black Shield of Falworth
- 1954 - Living It Up
- 1954 - Rogue Cop
- 1955 - Pete Kelly's Blues
- 1955 - My Sister Eileen
- 1957 - Jet Pilot
- 1958 - Touch of Evil
- 1958 - The Vikings
- 1960 - Psycho
- 1960 - Who Was That Lady?
- 1962 - The Manchurian Candidate
- 1963 - Bye Bye Birdie
- 1966 - Three on a Couch
- 1966 - Harper
- 1967 - Grand Slam
- 1969 - Hello Down There
- 1972 - Night of the Lepus
- 1972 - One Is a Lonely Number
- 1975 - Columbo: Forgotten Lady (tv)
- 1980 - The Fog
- 1983 - Psycho II (cameo/flashback)
- 1984 - Terror in the Aisles (archival appearance)
- 1986 - Psycho III (cameo/flashback)
- 1998 - Halloween H20: 20 Years Later